# Jiří Lochman
Jiří Lochman (* 24. května 1951 Bělá pod Bezdězem) je český malíř. Je odchovancem mistrů české imaginativní malby, především Františka Muziky. Od roku 1968 se věnuje výhradně olejomalbě.

## Život
Narodil se v Bělé pod Bezdězem a v osmi letech se přestěhoval do České Kamenice.
Mládí prožil v České Kamenici, kde vystudoval gymnázium.